# Nólsoy

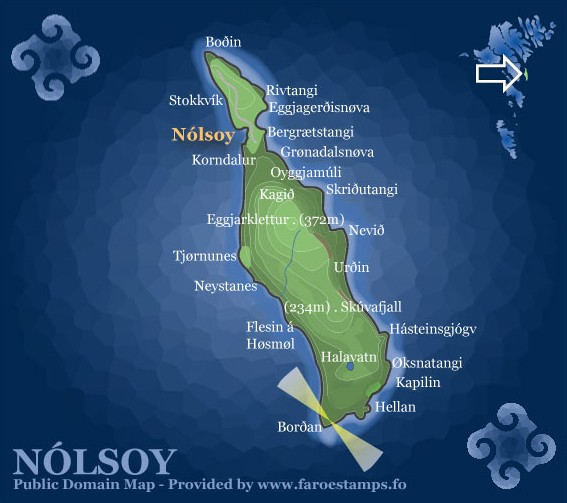
Mapa topográfico de Nólsoy.

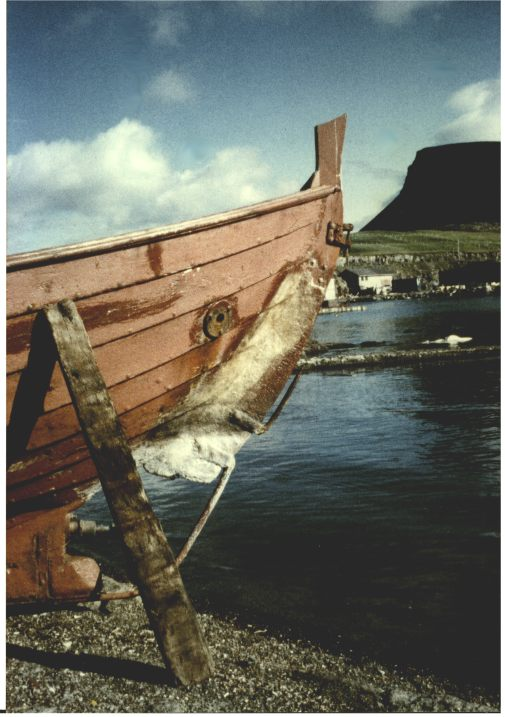
Barco de pesca no porto de Nólsoy, em 1989

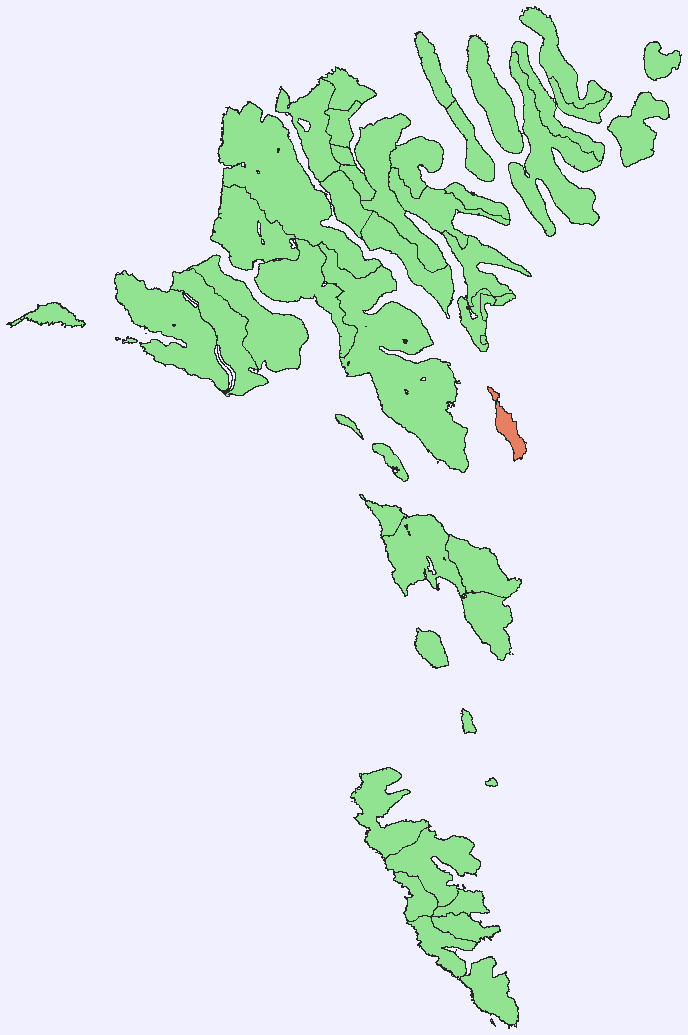
Localização de Nólsoy

Nólsoy (em Dinamarquês Nolsø) é uma das Ilhas Faroés. A ilha é conhecida por albergar a maior colónia do mundo de painho-de-cauda-quadrada (Hydrobates pelagicus), uma ave de penas escuras, da família Hydrobatidae (painhos).
A sua área é de 10,3 km², sendo habitada por cerca de 264 pessoas (todas na localidade de Nólsoy, em 2004). A maior montanha é Eggjarklettur, com 372 metros de altitude. É uma das quatro montanhas que compõem a ilha, que é a mais plana do arquipélago.
Nólsoy integra a comuna de Tórshavn.
A ilha de Nólsoy situa-se a 5 km a oeste de Tórshavn e estende-se por 9 km de comprimento.
Na costa sul encontram-se os cabos de Øknastangi e Borðan, onde foram construídos dois faróis, para evitar o aparecimento crescente de contrabandistas, que colocavam em perigo o monopólio comercial instalado no arquipélago. Hoje em dia, estas duas construções constituem uma das principais atracções turísticas da zona.
Existem ligações diárias de barco a Tórshavn, para peões. Circulam pouco veículos motorizados na ilha, sendo sobretudo motorizadas pequenas.
Muitos dos habitantes de Nólsoy trabalham em Tórshavn, optando muitas vezes por viver na ilha por não poderem pagar os preços elevados da habitação na capital.

## Povoamento
A única povoação existente tem o próprio nome da ilha, Nólsoy. A povoação de Nólsoy situa-se sobre o istmo (Strongin), que separa o relevo escarpado do sul das terras planas do norte. Este istmo encontra-se frequentemente inundado devido às tempestades violentas vindas de leste. No centro da povoação, sente-se o contraste entre a proximidade da capital e a pitoresca zona de pescadores. A entrada, diante do porto, é decorada por uma porta natural feita de dentes de cachalote. São muito características as casinhas de pescadores, assim como os barcos faroeses. A comunidade local é bastante activa. De todas as ilhas do arquipélago que não têm mais que uma localidade, é a mais povoada. Este número é ajudado pela proximidade da capital. Muitos dos seus habitantes navegam diariamente para os seus trabalhos, nas suas próprias embarcações, até Tórshavn. Porém, o número máximo de habitantes, 350, alcançado em 1970, já não é atingido há muito tempo.

## Turismo
Nólsoy é um bom local para caminhadas, sobretudo no percurso que passa pelo cume do Eggjarklettur, rumo ao farol. Muito frequentemente, o cume encontra-se envolvido em nevoeiro, o que torna necessário parar durante mais tempo no farol.
Na povoação, encontra-se o café Nólsoy (Kaffistovan í Nólsoy), que dispõe de quartos para pernoita, assim como de um pequeno terreno para campismo.
A festa popular em honra de Ove Jønsen é também uma atracção interessante. Tem lugar nas primeiras semanas de Agosto.
Por outro lado, o ornitólogo dinamarquês Jens Kjeld Jensen, radicado na ilha, não se limita a empalhar espécimes de aves locais, organizando também passeios nocturnos para observação das célebres colónias de painhos, assim como de outras aves interessantes. Para participar nestes passeios é necessário pernoitar na ilha.

## Pessoas
Os habitantes da ilha são chamados Nólsoyingar ou Nólsoyingur. Alguns dos seus filhos mais conhecidos são:
- Nólsoyar Páll (1766-1809) - herói nacional
- Steffan Danielsen (1922-1976) - pintor
- Ove Joensen (1948-1987) - aventureiro
- Terji Rasmussen - cantor moderno

## Galeria
Nólsoy tem sido representada em diversos selos dos correios faroeses:

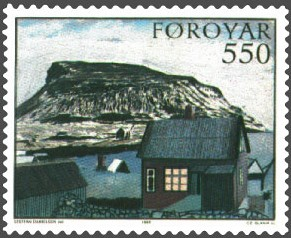
Dia de Inverno Artista: Steffan Danielsen Lançado: 3 de Julho de 1985
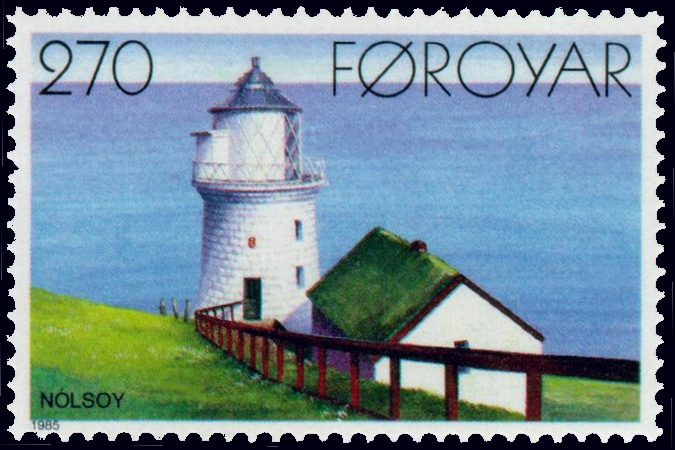
Farol de Borðan, em Nólsoy 1893 Lançado: 23 de Setembro de 1985
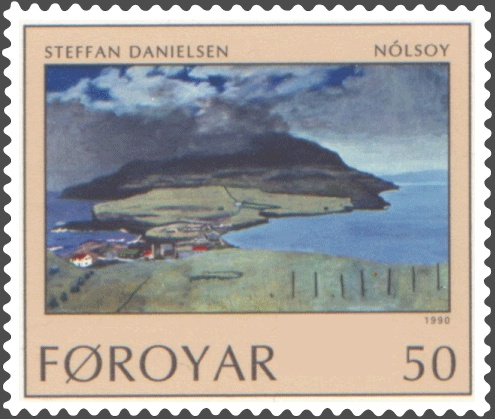
Nólsoy Artista: Steffan Danielsen Lançado: 8 de Outubro de 1990
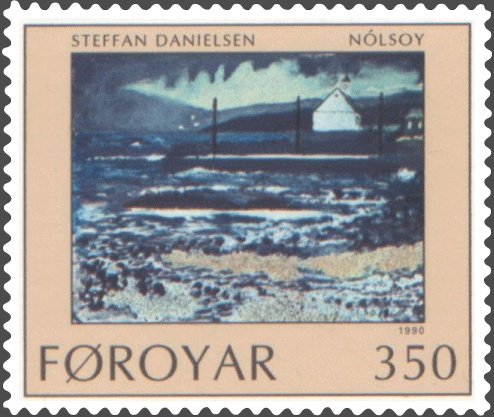
Nólsoy Artista: Steffan Danielsen Lançado: 8 de Outubro de 1990
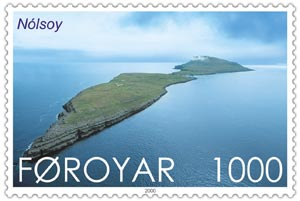
Nólsoy

Algumas imagens da povoação de Nólsoy:

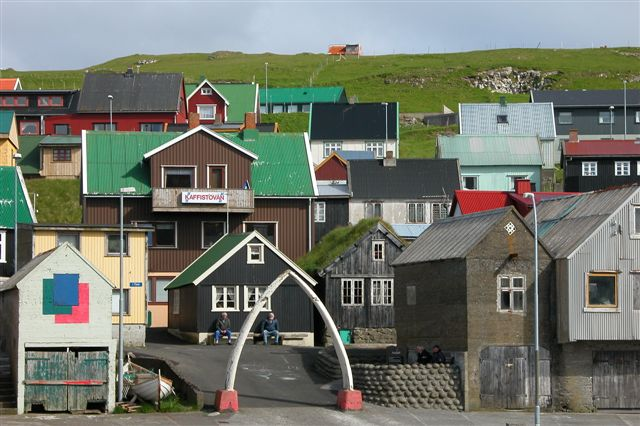
Povoação de Nólsoy
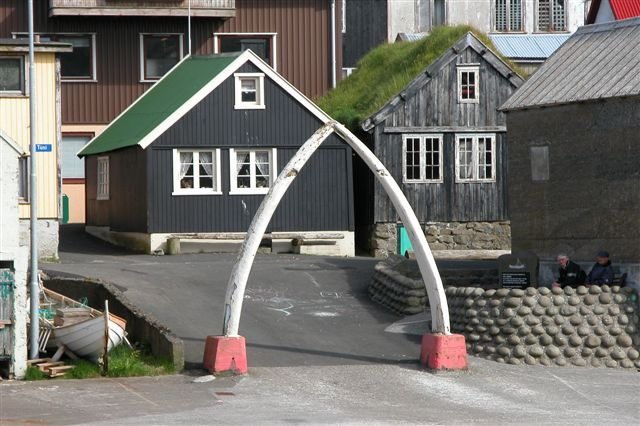
Povoação de Nólsoy
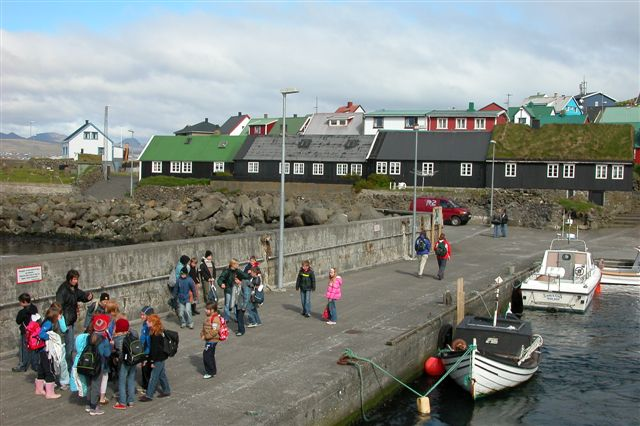
Povoação de Nólsoy
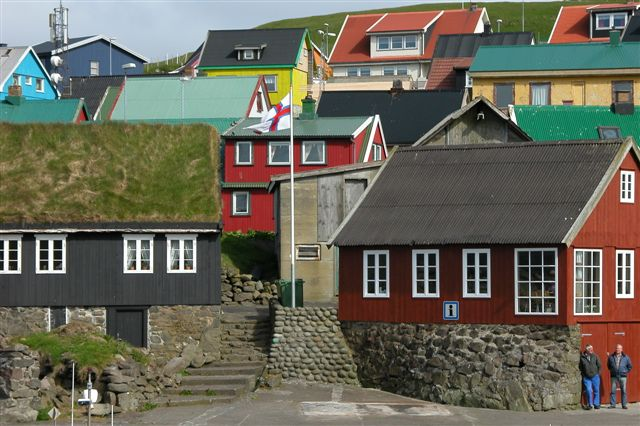
Povoação de Nólsoy
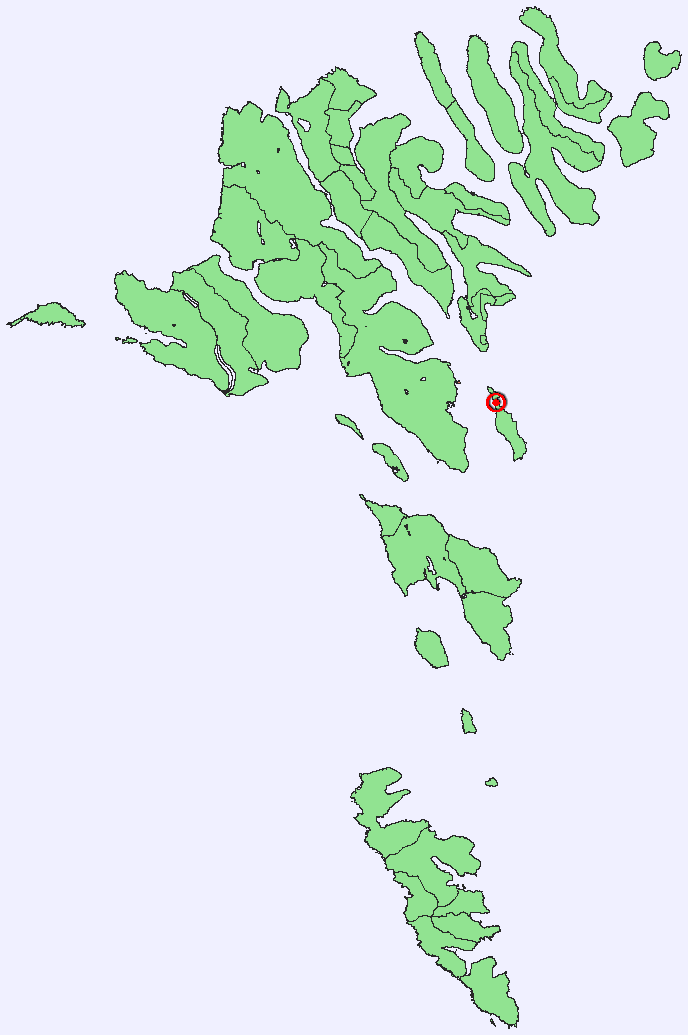
Povoação de Nólsoy